# Норман Платнік
Норман Айра Платнік (30 грудня 1951 — 8 квітня 2020) — американський біологічний таксономіст і арахнолог. На момент смерті він був почесним професором Вищої школи Річарда Ґілдера та почесним куратором родини Пітера Дж. Соломона відділу зоології безхребетних Американського музею природознавста. В 1973 році в Гарвардському університеті Платнік отримав ступінь доктор філософії. Платнік описав понад 1800 видів павуків з усього світу, що зробило його другим найбільш плідним таксономістом павуків в історії, поступаючись лише Ежену Симону. До 2014 року він також опікався Всесвітнім каталогом павуків, веб-сайтом, що відстежує арахнологічну літературу та намагається підтримувати вичерпний список, відсортований за таксономікою, кожного виду павуків, який був офіційно описаний. У 2007 році він отримав нагороду Бонне Міжнародного товариства арахнологів, названу на честь натураліста П’єра Бонне, на знак визнання його роботи над даним каталогом.
Платнік був визнаний світовим лідером у таксономії павуків. Доктор Квентін Д. Вілер заявив: «Він найкращий арахнолог свого покоління, він опублікував більше монографій і номенклатурних внесків ніж будь-хто, крапка». Платнік був одним із засновників Товариства Віллі Генніга та його четвертим президентом (1991–1992). Також високо оцінюється його внесок у теоретичну кладистику, наприклад його книга 1981 року «Систематика та біогеографія: кладистика та вікарія (у співавторстві з Гаретом Нельсоном).
Платнік помер 8 квітня 2020 року від ускладнень після падіння. Його ім'я вшановане у назвах 8 родів і понад 50 видів безхребетних.

## Відомі публікації
- Platnick, N.I.  (1973): A Revision of the North American Spiders of the Family Anyphaenidae.  Ph.D. thesis, Harvard University.
- Gertsch, Willis J. & Platnick, N.I. (1979): A revision of the spider family Mecicobothriidae (Araneae, Mygalomorphae)."  American Museum Novitates 2687 Abstract, PDF
- Nelson, G. J. & Platnick, N. I. (1981): Systematics and biogeography:  cladistics and vicariance. Columbia University Press, New York. 567 pp.
- Platnick, N. I. (1990): Spinneret Morphology and the Phylogeny of Ground Spiders (Araneae, Gnaphosoidea). American Museum Novitates 2978: 1–42. PDF (33Mb)
- Platnick, N. I., Coddington, J.A., Forster, R.R., and Griswold, C.E. (1991): Spinneret Morphology and the Phylogeny of Haplogyne Spiders (Araneae, Araneomorphae). American Museum Novitates 3016: 1–73. PDF (50Mb)
- Platnick, N. I. (1998): Advances in Spider Taxonomy 1992–1995, with Redescriptions 1940–1980. New York Entomological Society 976 pp.
- Griswold, C. E., Coddington, J.A., Platnick, N.I. & Forster, R.R. (1999): Towards a Phylogeny of Entelegyne Spiders (Araneae, Araneomorphae, Entelegynae). Journal of Arachnology 27: 53–63. PDF
- Dimensions Of Biodiversity: Targeting Megadiverse Groups  from: Cracraft, J. & Grifo, F.T. (eds.) (1999). The Living Planet In Crisis – Biodiversity Science and Policy. Columbia University Press.
- Platnick, N.I. (2000): A Relimitation and Revision of the Australasian Ground Spider Family Lamponidae (Araneae: Gnaphosoidea). Bulletin of the American Museum of Natural History 245: 1–330.  Web version – Abstract, PDF
- Platnick, N.I.  (2020): Spiders of the World. A Natural History Edited by PlatnickPrinceton University Press